# Erioptera alanstonei
Erioptera alanstonei är en tvåvingeart som beskrevs av Alexander 1977. Erioptera alanstonei ingår i släktet Erioptera och familjen småharkrankar.
Artens utbredningsområde är Ecuador. Inga underarter finns listade i Catalogue of Life.